# Семёнов, Бато Цырендондокович
Бато́ Цырендондо́кович Семёнов — (бур.  Сэрэндондогой Бата; 21 августа 1960) российский бурятский политик, депутат Народного Хурала Республики Бурятия I, II, IV и V созывов, депутат Государственной думы Российской Федерации III созыва.

## Биография
Бато Семёнов родился 21 августа 1960 в селе Хошун-Узур Мухоршибирского района Бурятской АССР.
После учёбы в школе поступил на экономический факультет Бурятского сельскохозяйственного института, который окончил в 1982 году. Работал экономистом объединения «Бурятсельхозхимия».
Затем был направлен на работу в Закаменский район Бурятии руководителем совхоза «Михайловский», потом был назначен начальником планово-экономического отдела администрации этого района.
В 1992 году правительством Бурятии назначен главой администрации Закаменского района.
В 1994 был избран депутатом Народного хурала Республики Бурятия I созыва.
В 1995 году окончил Российскую Академию государственной службы.
В июне 1996 Семёнов назначен заместителем председателя правительства, министром сельского хозяйства и продовольствия Республики Бурятия.
21 июня 1998 был избран депутатом Народного хурала Республики Бурятия II созыва.
19 декабря 1999 был избран депутатом Государственной Думы РФ третьего созыва.
В 2002 году на выборах президента Бурятии Бато Семёнов был основным соперником действующего президента Леонида Потапова и по итогам выборов занял второе место, набрав около четверти голосов избирателей республики.
В начале 2005 года назначен директором филиала ООО «Росгосстрах-Сибирь» — «Управление по Республике Бурятия».
В декабре 2007 года вновь избран в Народный Хурал РБ IV созыва по партийным спискам «Единой России». Член Комитета Народного Хурала по бюджету, налогам и финансам.
17 сентября 2013 года избран депутатом Народного Хурала V созыва.